# Eleocharis urceolata
Eleocharis urceolata är en halvgräsart som först beskrevs av Frederik Michael Liebmann, och fick sitt nu gällande namn av Henry Knute Knut Svenson. Eleocharis urceolata ingår i släktet småsäv, och familjen halvgräs. Inga underarter finns listade i Catalogue of Life.